# توبوليف تو-75
توبوليف تو-75 هي طائرة نقل جوي سوفيتية الصنع، مطورة من قاذفة القنابل توبوليف تو-4. مثلها مثل الطراز الآخر المعدل من تو-4، توبوليف تو-70، تم استخدام جسم طائرة معدل خاص باستخدام كل طراز. تعد هي الأولى من نوعها في الجيش السوفيتي. لم تدخل مرحلة التصنيع لأن القوات الجوية السوفيتية رأت أن تعديل الطراز تو-4 لمهام النقل الجوي سيكون أرخص.

## المواصفات
الخصائص العامة
- الطول:  ()
- باع الجناح:  ()
- الارتفاع:  ()

الأداء